# Железният човек (филм)
„Железният човек“ (на английски: Iron Man) е американски филм от 2008 година, базиран на едноименния герой на Марвел Комикс и е първият филм в Киновселената на Марвел. Филмът има две продължения – Железният човек 2 от 2010 г. и Железният човек 3 от 2013 г.

## Резюме
Филмът разказва историята на Тони Старк, милиардер, индустриалист и гениален изобретател, който е отвлечен за да построи разрушително оръжие. Вместо това използвайки интелекта и находчивостта си, Тони създава високо-технологичен брониран костюм и бяга от пленничество. След като разобличава престъпен план с глобални последствия, той решава да усъвършенства могъщата броня и да защитава света, като Железният човек.

## Сюжет
Историята разказва за един от най-влиятелните хора по онова време - милиардера Тони Старк, невероятно богат и много умен. Той обаче бива отвлечен от група похитители, които искат от него да направи специални оръжия. Заедно с друг пленник обаче двамата построяват специален роботизиран костюм, с който след месеци пленничество Тони успява да се измъкне. След това започва работа по подобряване на костюма си и се изправя отново пред похитителите си, за да спаси човечеството.
Получава прозвището „Железният човек“.  Накрая Тони обявява, че той е Железният човек.
В сцената след надписите той се прибира у дома, а там е Ник Фюри, който му казва, че сега той е част от една по-голяма вселена.

## Актьорски състав
| Актьор               | Роля                              |
| -------------------- | --------------------------------- |
| Робърт Дауни Джуниър | Тони Старк / Железния човек       |
| Джеф Бриджис         | Обадая Стейн / Железният търговец |
| Терънс Хауърд        | Джеймс „Роуди“ Роудс              |
| Гуинет Полтроу       | Пепър Потс                        |
| Джон Фавро           | Хепи Хоган                        |
| Пол Бетани           | Д.Ж.А.Р.В.И.С. (глас)             |
| Шон Тоуб             | Йинсен                            |
| Фаран Таир           | Раза                              |
| Лесли Биб            | Кристин Евърхарт                  |
| Кларк Грег           | Фил Колсън                        |
| Самюъл Джаксън       | Ник Фюри                          |
| Стан Лий             | Себе си (сбъркан с Хю Хефнър)     |

## Награди и номинации
| Награда                              | Категория                                    | Номиниран(и)                                      | Резултат  |
| ------------------------------------ | -------------------------------------------- | ------------------------------------------------- | --------- |
| Награди на филмовата академия на САЩ | Най-добри визуални ефекти                    | Най-добри визуални ефекти                         | номинация |
| Награди на филмовата академия на САЩ | Най-добър звуков монтаж                      | Най-добър звуков монтаж                           | номинация |
| Награда на БАФТА                     | Най-добри специални визуални ефекти          | Най-добри специални визуални ефекти               | номинация |
| Сатурн                               | Най-добър научнофантастичен филм             | Най-добър научнофантастичен филм                  | награда   |
| Сатурн                               | Най-добър актьор                             | Робърт Дауни Джуниър                              | награда   |
| Сатурн                               | Най-добър режисьор                           | Джон Фавро                                        | награда   |
| Сатурн                               | Най-добри специални ефекти                   | Най-добри специални ефекти                        | номинация |
| Сатурн                               | Най-добър сценарий                           | Марк Фъргюс, Хоук Остби, Арт Маркъм и Мат Холоуей | номинация |
| Сатурн                               | Най-добра актриса                            | Гуинет Полтроу                                    | номинация |
| Сатурн                               | Най-добър актьор в поддържаща роля           | Джеф Бриджис                                      | номинация |
| Сатурн                               | Най-добра музика                             | Рамин Джавади                                     | номинация |
| Награда „Хюго“                       | Най-добро сценично представяне (дълга форма) | Най-добро сценично представяне (дълга форма)      | номинация |